# A Végjáték-univerzum bolygói
Ez a lista Orson Scott Card Végjáték-univerzumának kitalált bolygóit tartalmazza.

## Albion
Egy bolygó, ahol Jane először vette fel a kapcsolatot Ender Wigginnel az Investment Counselor novellában. Nevét a brit szigetek régi elnevezéséről kapta.

## Baia
Egy brazil kultúrájú katolikus bolygó. SC. 1830-ban, a Csillagközi Kongresszus megalakulása után egy robot felderítőhajó jelentést küldött egy kolonizálható planétáról. A portugál ajkú, brazil kultúrájú és római katolikus vallású Baia kapott engedélyt a gyarmatosításra. A felderítők SC. 1866-ban szálltak le a bolygóra. A Fajirtásban Grego említi, hogy ha képes lenne a fénysebességnél gyorsabb utazásra, akkor elrepülhetne Lusitaniáról egy másik bolygó egyetemére, például Rheimsre, Baiára vagy a Földre.

## Descoladorok bolygója
A descoladorok (a descolada mesterséges vírus alkotóinak) anyabolygója, amit az Elme Gyermekeiben fedeznek fel. A hírek alapján ez a bolygó lesz a témája a hamarosan Shadows Alive néven megjelenő következő kötetnek.

## Isteni Szél
Többségében japánok lakta és gyarmatosított bolygó, japán erkölcsiségre alapozott sintoista világ. Egyike volt az emberiség első kolóniáinak és nagy befolyással bír a Csillagközi Kongresszusban. Az Elme Gyermekeiben Peter és Vang-mu azért érkezett a bolygóra, mert „itt található a Kongresszus által uralt világok hatalmi központja” és hogy rávegyék a döntéshozókat, hogy „állítsák meg a [Lusitaniai] flottát, mielőtt az teljesen szükségtelenül elpusztít egy bolygót [Lusitania]”. Az Isteni Szél a kamikaze japán szó magyar jelentése.

## Hangyok bolygója

A MD-500 (Kis Doktor) elpusztítja a Hangy bolygót.

A kis híján elveszített Második Inváziót követően megalakult a Nemzetközi Flotta, ami elindította a Harmadik Invázió a hangy anyabolygó ellen. A győzelem érdekében a Flotta speciális képességű gyerekeket alkalmazott parancsnokként, akikkel elhitette, hogy a csaták csak szimulációk. Számos kimerítő csata után a flotta megérkezett a bolygóhoz, ahol Ender, hogy eltanácsoltassa magát a Hadiiskolából, a Molekuláris Destrukciós Készülékkel elpusztította a bolygót és a rajta tartózkodó hangy királynőnek. Néhány évvel elpusztulása után a bolygó saját gravitációja önmaga felé kezdte húzni a részecskéket, ezzel egy kisebb bolygót alakítva ki.

## Ganges
Főként Indiából származó gyarmatosítók által kolonizált gyarmat. A kolóniát a volt Hadiiskolás, Virlomi alapította. A bolygó nem-indiai kisebbsége neheztel Virlomi istennői kultuszára. Az alapítóvárost Andhra-nak nevezték el. A bolygót az Ender in Exile-ben említik.

## Moctezuma
Egy spanyol bolygó, ahol Ender megtanult spanyolul, amikor Zacatecas és San Angelo haláláról beszélt a Holtak Szószólójának cselekménye előtt kétezer évvel.

## Moskva
Az Elme gyermekeiben Peter és Vang-mu hamis személyazonosságukkal magukat kormányzati dolgozóknak tettetve érkeztek meg Pacificára. Háttértörténetük szerint akkor szálltak le egy Moskvából indult csillaghajóról. Grace Drinker később orosznak hangzó szavakkal, Moskván beszélt dialektusban tesztelte két vendégének orosz nyelvtudását.

## Pacifica
Egy változatos világ mérsékelt éghajlatú területekkel, sarki jégtakarókkal, esőerdőkkel és tengerpartokkal. Az emberiség több mint kétezer éve érkezett a bolygóra, amit időközben teljesen benépesített. A bolygó központját a Föld legnagyobb tengere után Csendes-óceánnak nevezett trópusi szigetek alkotják. A szigetek lakói a régi idők hagyományait őrzik, a helyi szent italt, a kávát pedig az ősi hagyományok szerint fogyasztják. A bolygó lakosságának nagy része polinéziai eredetűek, szigetcsoportjainak őslakosságát szamoaiak, tahitiek, tongák, maorik és fidzsik alkotják. Az Elme gyermekeiben Peter Wiggin és Wang-mu a bolygó nyugati részére érkezett, hogy Atatuá („Isten árnyéka”) nevű szent szigeten Maluval (nevének jelentése „nyugodtnak maradni”), helyi nevén Teu'Ona-val találkozzanak.

## Rheims
A Fajirtásban Grego említi, hogy ha képes lenne a fénysebességnél gyorsabb utazásra, akkor elrepülhetne Lusitaniáról egy másik bolygó egyetemére, például Rheimsre, Baiára vagy a Földre.

## Shakespeare (Ender's World)
Egy el nem nevezett bolygó, ami Shakespeare néven tűnik fel a Shadow of the Giant és Ender in Exile-ben. Ez a bolygó egy hangy kolónia volt mintegy 50 fényévre a Földtől, amit az emberek elsőként kolonizáltak a hangyok legyőzése után. A hangyok terraformálták a táj egy részét, hogy úgy nézzen ki, mint a halott óriás a fantáziajátékból, amivel Ender játszott a Hadiiskolában, illetve ide rejtették az utolsó hangy királynő tojását. Ezen a bolygón Ender és a telepesek megtanulnak gondolatok és képek segítségével kommunikálni az ott élő hangy-szerű teremtményekkel. A megmaradt egyedek bizonyítják, hogy ők egy keverék faj, akiket a hangyok bányászati tevékenységekre használták.

## Trondheim
Egy jeges bolygó, aminek névadója egy valódi norvég város, Trondheim. A bolygó huszonkét fényévnyire fekszik Lusitaniától, lakói a svédből eredő germánt beszélik. A bolygó nagy része tundra és hideg tenger, az egyenlítő környékét kivéve kietlen puszta. A vezető ipar a helyi halászat és vadászat az őshonos halkigra és a fóka-szerű skrikákra.  A lakosság nagy része kálvinista vagy evangélikus vallású. A Holtak Szószólójában Ender Reykjavik városának egyetemén tanított másfél évig, mint a holtak szószólója. Amikor Ender elutazott Lusitaniára, nővére Valentine férjével a bolygón maradt.

## Zanzibar
A Holtak Szószólójában Valentine írt egy esszét itt, amiben a gerincesek csontvázához hasonlította az ottani papi rendeket.

## Fordítás
Ez a szócikk részben vagy egészben  a   List of Ender's Game series planets című angol Wikipédia-szócikk ezen változatának fordításán alapul.  Az eredeti cikk szerkesztőit annak laptörténete sorolja fel. Ez a jelzés csupán a megfogalmazás eredetét és a szerzői jogokat jelzi, nem szolgál a cikkben szereplő információk forrásmegjelöléseként.